# Giovanni Casanova

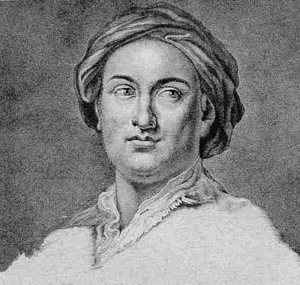
Giovanni Casanova.

Giovanni Battista Casanova, född den 2 november 1730, död den 8 december 1795, var en venetiansk konstnär, bror till den kände äventyraren Giacomo Casanova och till konstnären Francesco Casanova.
Casanova studerade i Venedig, och var från 1752 i 10 år Rafael Mengs medhjälpare i Rom. Casanova var en skicklig tecknare, målade främst klassiska motiv och var en tid Johann Joachim Winckelmanns lärare. Från 1764 var han professor vid akademin i Dresden.